# Асоціація гербів

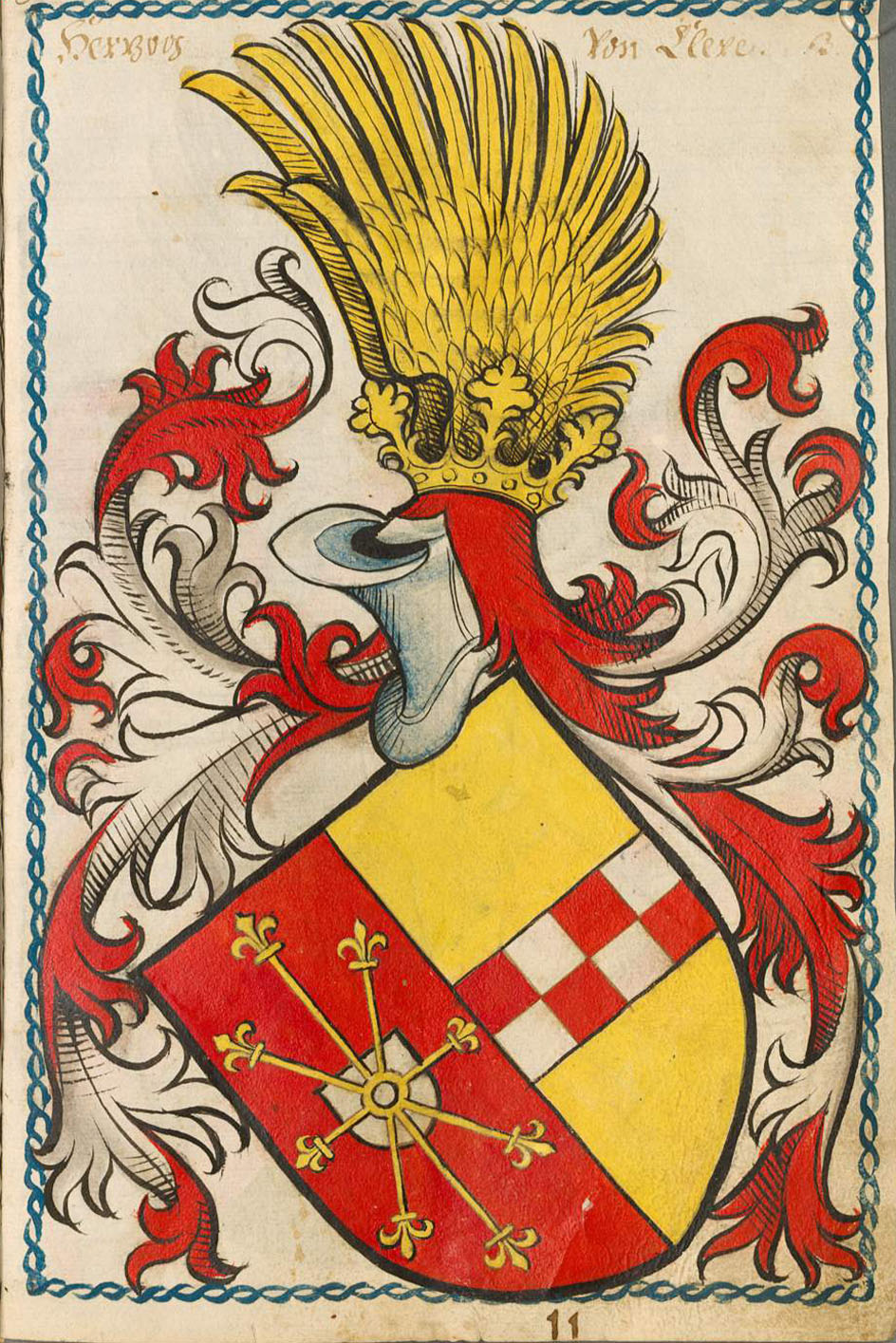
Герб сім'ї фон дер Марк після успадкування графства Клеве та унії з графством Марк у 1398 р. (Гербовник Шейблера, близько 1480 р.)

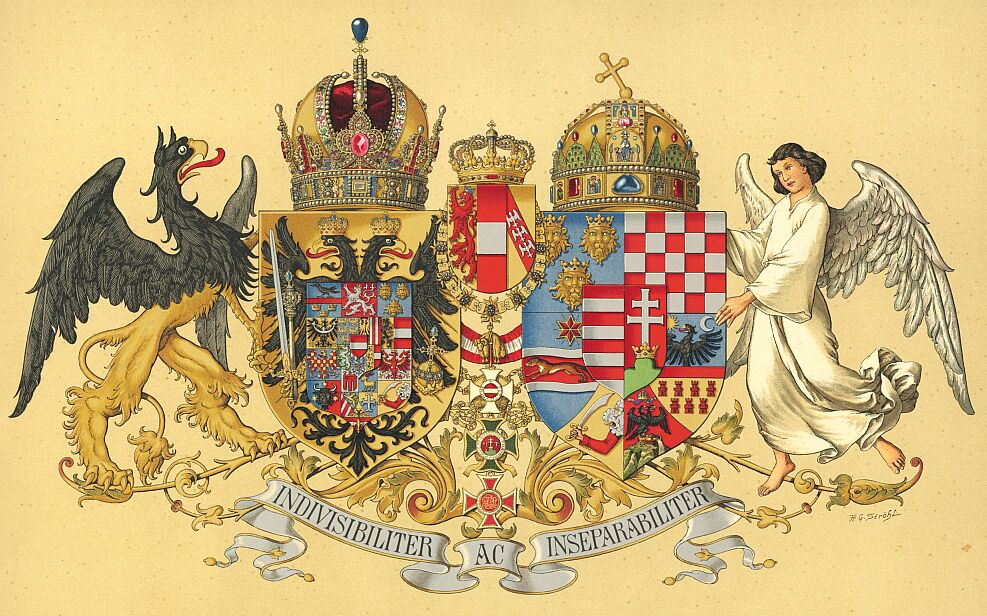
Австро-Угорщина, середній герб, новий дизайн 1915 р., кольорова версія 1917 р. З різними формами асоціації гербів: об'єднання двох національних гербів та одного герба родини на спільній основі; Центральні кріплення щита; різні поєднання територіальних гербів

Асоціація гербів - це поєднання двох або більше гербів у геральдиці для того, щоб створити спільний герб та задокументувати союз різних гербів. Це може бути необхідним або бажаним із спадкових причин (шляхетні сім'ї) або з політичних причин. Політичними причинами є/були територіальні приєднання та втрати.
Сукупність правил щодо складання гербів, які насправді не мають спільного походження, називається куртуазністю (чемність, почесність).

## Варіанти
Для задоволення цих вимог у геральдиці склалося кілька способів. Докладніше, варіанти:
Складання
- зіставлення двох гербів, коли край щита торкається або трохи перекривається;
- нахил з кутовим контактом на верхньому краї щита;
- зіставлення двох гербів, що не торкаються, але мають загальну основу, пов’язану мотузками або петлями, або із загальним клейнодом або коронами.

Стиснення
- складання, розміщення центрального щита та серцевинного щита;
- приєднання до розділених або розколених гербів, так звану половину;
- з’єднання між собою шляхом накладання балки (тут також можливе діагональне ліве або діагональне праве положення балки);
- герб засіяний зображеннями іншого герба;
- варіант вільного поля;
- четвертування, у першому та четвертому полях; тут можна поєднати три-чотири герби; для цього варіанту часто вибирають використання серцевого щита;
- щеплення - вставка криволінійного наконечника між двома полями в одному місці.

## Вебпосилання
- Wappenvereinigung im Heraldik-Wiki